# Extra colossal !
Extra colossal ! est le neuvième album de la série de bande dessinée Les Simpson, sorti le 10 février 2010, par les éditions Jungle. Il contient deux histoires : Homer le colossal et La Mystérieuse Énigme du Puma de Springfield.